# Piluca Alonso
María Pilar Alonso López (8 de octubre de 1968, León) es una jugadora española de baloncesto profesional ya retirada. Representó a España en los Juegos Olímpicos de Barcelona, obteniendo un diploma olímpico. También formó parte de la mítica selección que ganó la Medalla de oro en el Eurobasket de Perugia del año 1993.

## Selección nacional
- Eurobasket 1993 ( Italia)